# Pastrana (Leyte)
Pastrana é um município de  quinta classe de renda municipal (d) na província Leyte, nas Filipinas. De acordo com o censo de 1 de maio  de  2020 possui uma população de 19 359 pessoas e 4 967 domicílios.